# Passamezzo
El "Passamezzo", también denominado passa e mezzo (italiano), passemeze y passemezze (francés), passamezzo y passymeasure (inglés) así como pass’e mezzo y passezzo,  fue una danza del Renacimiento Italiano (periodo 1550-1650), conocida en toda Europa. Es de ritmo binario, relacionado con la pavana (pero más rápida) y seguida habitualmente de la gallarda. Se produce sola o como parte de una suite o conjunto de danzas. 
Aunque existen coreografías impresas, estas son 60 años posteriores a las primeras danzas de passamezzo, por lo que es imposible saber cómo eran originalmente. 
El origen de la palabra es incierto, o bien deriva de su tempo alla breve, o bien de una figura de baile: un “paso y medio”. Mersenne en su “Armonía universal” (1636) propone una interpretación análoga así como otras varias lo que demuestra la incertidumbre que rodea su etimología incluso a principios del siglo XVII.

## Historia
En ‘’Noche de Reyes’’ de Shakespeare, se menciona un "passy-measure or a pavin’" (un passamezzo o una pavana), cuya anotación a pie de página indica: ‘’Danza de carácter serio’’.  El Passymesure designa el Passamezzo antico. Esta conexión con la Pavana es mencionada claramente por el teórico Francisco de Salinas, que señala perfectamente la confusión de los términos “pavana milanesa, sive passoemezzo vulgo vocatur” (De Musica 1577), es decir: la pavana milanesa o comúnmente llamada passamezzo. Del mismo modo Arbeau (Jehan Tabourot) en su Orchésographie (1588); Fabritio Caroso en su Il ballarino (1581) y Nobiltà di dame (1600) y en el Libro di gagliarda, tordiglione, passa e mezzo, canari e passeggi (1607) de Livio Lupi, confirman la relación. «No existe una coreografía simple y ningún vestigio aparente de lo que podría haber sido una evolución por etapas que haga del passamezzo una danza distinta a las demás. Lo que es seguro, es que todas las coreografías del passo e mezzo son variantes elaboradas de la pavana». No obstante a finales del siglo XVI, el passamezzo parece substituir progresivamente la popularidad de la pavana. La distinción entre estas dos danzas se encuentra probablemente en su música, concretamente en la estructura y en la presencia de un bajo en ostinato que controla la armonía. Si bien encontramos ejemplos de pavanas construidas sobre acordes propios del passamezzo  es difícil encontrar un passamezzo en el que la misma progresión esté totalmente ausente. Títulos como pavana passamezzo (Claude Gervaise, sexto libro de danzas 1555) o pavana en passo e mezzo, subrayan la equivalencia de las dos danzas y sus sutiles diferencias.
Siguiendo la tendencia del siglo XVI de agrupar las danzas (que más tarde se desarrollaría hacia la suite barroca), se empiezan a alternar danzas lentas en ritmo binario y danzas rápidas de ritmo ternario compartiendo la melodía. En Francia, importadora del ballet de las cortes borgoñonas e italianas, la combinación favorita de danzas consistía en una pavana seguida de una danza más rápida como la Gaillarda. El passamezzo era generalmente seguido por un Saltarello, basado en el mismo esquema de acordes y era una danza preferida en Italia. Es el caso para el laúd, con los 24 passamezzi de Giacomo Gorzanis (1561) que incluye 12 obras de cada modelo, antico y moderno acopladas a un Saltarello.
Encontramos a veces una tercera danza llamada riprese o ritornellos. La antología de Vincenzo Galilei (1584) recoge 24 suites passamezzo-romanesca-saltarello y retoma el esquema de 12 passamezzo antico y 12 passamezzo moderno, está además ordenado en una progresión ascendente por semitonos.
La mayor parte de las piezas que llamamos passamezzo se basan en dos tipos de progresiones de acordes distintas pero con relación entre sí, según las cuales distinguimos entre passamezzo antico y passamezzo moderno. La distinción data de los de finales de los años 1550, pero ambos tipos estaban ya claramente definidos en composiciones anteriores con el nombre de passamezzo.
Hacia 1640 el passamezzo habría desaparecido. 

## Passamezzo antico
Generalmente en sol menor y a veces en la. Los acordes del passamezzo se encuentran en intervalos métricamente iguales y se dividen habitualmente en dos frases, conduciendo la primera al V y la segunda al I. Es posible que entre los acordes del esquema se intercalen grados intermediarios como el V o el IV-V. El esquema a su vez puede repetirse indefinidamente para adecuarse a la duración de la danza. El passamezzo antico y su progresión i – VII – i – V – III – VII – i – V – I, está muy cerca de la Romanesca (ej. Greensleeves) o de la Folia, dos otras con bajos ostinato, de las más populares. Este detalle provoca confusiones. Pero el passamezzo, como muchas otras danzas del Renacimiento no está definida por una sola secuencia de acordes si no por un conjunto de elementos: su compás, su ámbito, sus figuras rítmicas y melódicas así como las convenciones estilísticas ligadas a la práctica misma de la danza en cuestión. La Romanesca también se diferenciaba de cierta manera contribuyendo a la identificación del passamezzo. Galieli (Primo libro della prattica del contrapunto, 1588-91) nos da una pista indicando que la Romanesca tiene una carácter “excitado” y que el passamezzo es “tranquilo”. Otro elemento característico de interés es la fluidez aparente del ritmo, directamente ligada al desplazamiento regular de los pasos de baile.
Recogido en International Encyclopedia of Dance. Oxford University Press.

## Passamezzo moderno
El passamezzo moderno es una variante en tonalidad mayor, aparece por ejemplo en la Quadran Pavan inglesa. Su secuencia armónica es I – IV – I – V – I – IV – I – V – I : 

## Passamezzo como danza
El passamezzo tiene una serie de características musicales pero también propias de la danza. Las referencias a los pasos de baile que incluía no son contundentes. Arbeau simplemente ofrece una descripción general (variaciones rápidas de una pavana con pasos de la gallarda, lo que parece relacionarse con un tipo de baile de salón para jóvenes frente a la solemnidad de la pavana). Caroso, por su parte, también es impreciso y se refiere al passamezzo como baile de una pareja pero también de tres. Y en cualquier caso hace referencia a ella con posiciones similares a las de la gallarda. 

## Composiciones
Aunque sea de origen italiano, encontramos el primer testimonio de Passamezzo (bajo sus dos formas) primero en Alemania, en el libro para laúd publicado por Hans Neuslider ( Ein welscher Tantz Wascha mesa 1536 y Passa mesa, ein welscher Tantz 1540); y en Italia, Inglaterra y Francia. Para lo que es el siglo XVI, nos quedan aproximadamente 120 obras en donde encontramos 40 antico y 35 moderno. Podemos citar a John Bull, William Byrd, Sweelinck, Antonio Valente (Tenore del passo e mezo con sei mutanze, 1576), Ercole Pasquini, Marco Facoli, Giovanni Picchi, Scheidt, Martino Pesenti, Bernardo Storace (Selva di Varie Compositione 1664) y Bernardo Storace para los instrumentos de tecla, Andrea Gabrieli, Vincenzo Galilei (Primo libro della prattica del contrapunto 1588 – 1591), Hans Gerle (1552), Simone Molinaro, Besard para el laúd, Kapsberger para el chitarrone, Samuel Scheidt (Tabulatura Nova 1624), Giovanni Valentini, nos legan un raro ejemplo para voz e instrumentos (1621) y Biagio Marini, Gasparo Zanetti y Vitali que dejan varios ejemplos para conjunto de cámara, el último con sus Sonatas en trío op. 7 (1682).
Varias obras del siglo XVI llevan passamezzo como título pero no están basadas en las estructuras típicas del antico o del moderno. Otras hacen referencia a obras populares o a composiciones vocales, generalmente chansons françaises, que aportan el material temático del Passamezzo en cuestión. 
El Passamezzo Pavana de Peter Philips, es donde el bajo está particularmente bien puesto en evidencia. Cada nota del bajo es desarrollada cada cuatro compases (principio de la tercera variación).

## Conjuntos
La danza es el origen del nombre de distintos conjuntos de música antigua.
- Passamezzo Antico, grupo español: Con Juan Manuel Ibarra (clave), Pedro Gandía Martín (violín) e Itzíar Atutxa (violoncello).
- Passamezzo Moderno,[8] un grupo americano creado en 2005 con Davic Granger (bajón y fagot), Andrew Fouts (violín y alto), Jonathan Davis (clave y órgano) y Edwin Huizinga (violín).

## Discografía
- Ostinato – Hesperion XXI, Jordi Savall (2000 – 2001). Encontramos Passamezzo en sus dos tipos así como una Romanesca, un Ruggiero, una Chacona, un Ground, canon... Con composiciones de Antonio Valente, Diego Ortiz, Andrea Falconieri, Salamone Rossi, Biagio Marini, Tarquinio Merula, Francisco Correa de Arauxo, Henry Purcell, Johann Pachelbel.